# José Muelas Cerezuela
José Muelas Cerezuela (Cartagena, 25 de febrero de 1961) es un abogado especializado en derecho informático. Fue decano del Colegio de Abogados de Cartagena (2010-2018) y es conocido por su activismo en asuntos de justicia, lo que le llevó a ser uno de los fundadores de la "Brigada Tuitera" o "Movimiento #T" primero, y de la "Red de Abogados y Abogadas de España" después.

### Trayectoria
En 1991 alcanzó notoriedad al imponer contra el aparato del partido y por sorpresa su ponencia política en el Congreso Nacional de Centro Democrático y Social, lo que causó un impacto importante en los medios de comunicación nacionales aunque es a partir de 2013 en que, a partir de una reconocida influencia en redes sociales, pone en marcha junto con otros abogados la denominada Brigada Tuitera o Movimiento #T, grupo que lograría éxitos reconocidos en la lucha contra la ley de tasas judiciales incluso en el propio Congreso de los Diputados. En la actualidad, sin abandonar sus actividades en el Movimiento #T, trabaja en la constitución y fortalecimiento de la Red de Abogados y Abogadas de España, una asociación de abogados cuyo funcionamiento se basa en la obra swarmwise del sueco Rickard Falkvinge y que ya ha conseguido las dos movilizaciones de abogados más numerosas de los últimos tiempos los días 19 de abril y 22 de mayo de 2018. 
El 27 de julio de 2017 José Muelas fue la persona que puso de manifiesto la existencia de un fallo crítico de seguridad en el sistema de comunicaciones de la Administración de Justicia LexNet, lo que produjo un intenso debate técnico-político posterior.
Sus conocimientos en el campo del derecho de internet le han llevado a intervenir en la Comisión de Justicia del Congreso en calidad de experto y a formar parte de la Sección de Derecho Procesal de la Real Academia de Jurisprudencia y Legislación.